# دویناخزندگان
دویناخزندگان (نام علمی: ') نام یک زیرراسته از راسته بریده‌مهرگان است.